# Cipriano José Jeremias
Cipriano José Jeremias CvI foi um político e administrador colonial português.

## Biografia
Foi Intendente na Província Ultramarina de Angola, Vice-Governador de Malanje e Presidente da Câmara Municipal de Luanda.
Foi feito Cavaleiro da Ordem do Império a 9 de Outubro de 1954.

## Casamento e descendência
Casou com Catarina de La Vieter, filha de Jacob Willem de La Vieter, Cônsul da Holanda em Angola, Congo Belga, Congo Francês e Camarões Franceses, e de sua mulher Guilhermina Manoel da Silva e neta paterna de Johannes Hendrik de La Vieter e de sua mulher Catharina Margaretha Paris, da qual teve duas filhas: 
- Guilhermina de La Vieter Jeremias, casada com Eduardo António de Sousa (1913 - 1979) do qual teve cinco filhos: 
  - Carlos Alberto Jeremias de Sousa
  - Rosa Maria Jeremias de Sousa
  - Eduardo António Jeremias de Sousa Júnior
  - Fátima Maria Jeremias de Sousa
  - Maria Emanuela Jeremias de Sousa
- Maria Alice de La Vieter (Luanda, 5 de Dezembro de 1921 - ?), casada em Luanda a 4 de Janeiro de 1947 com José Alves Ribeiro Nobre (Funchal, 1 de Outubro de 1925 - Lisboa, 2 de Maio de 1986), Industrial, filho de João António Pereira Ribeiro Nobre e de sua mulher Beatriz Pereira Alves, originários da Beira, de quem teve uma filha e dois filhos: 
  - Maria Leonor de La Vieter Ribeiro Nobre
  - José Luís de La Vieter Ribeiro Nobre
  - Fernando José de La Vieter Ribeiro Nobre (Luanda, 16 de Dezembro de 1951)[1]

São conhecidas as relações extraconjugais de Cipriano José Jeremias, tendo tido oito filhos e filhas fora do casamento.